# La Unión (departament)
La Unión – jeden z 14 departamentów Salwadoru, położony we wschodniej części kraju. Od północy i wschodu graniczy z Hondurasem, od zachodu z departamentami Morazán i San Miguel. Od południowego wschodu oblewają go wody zatoki Fonseca, a od południa pełne wody Oceanu Spokojnego.
Departament dzieli się na 18 gmin. Jego stolicą jest miasto La Unión (18,0 tys., 2007). Inne większe miasta to: Conchagua (17,0 tys., 2007), Santa Rosa de Lima (13,6 tys., 2007)